# Space Shuttle Solid Rocket Booster

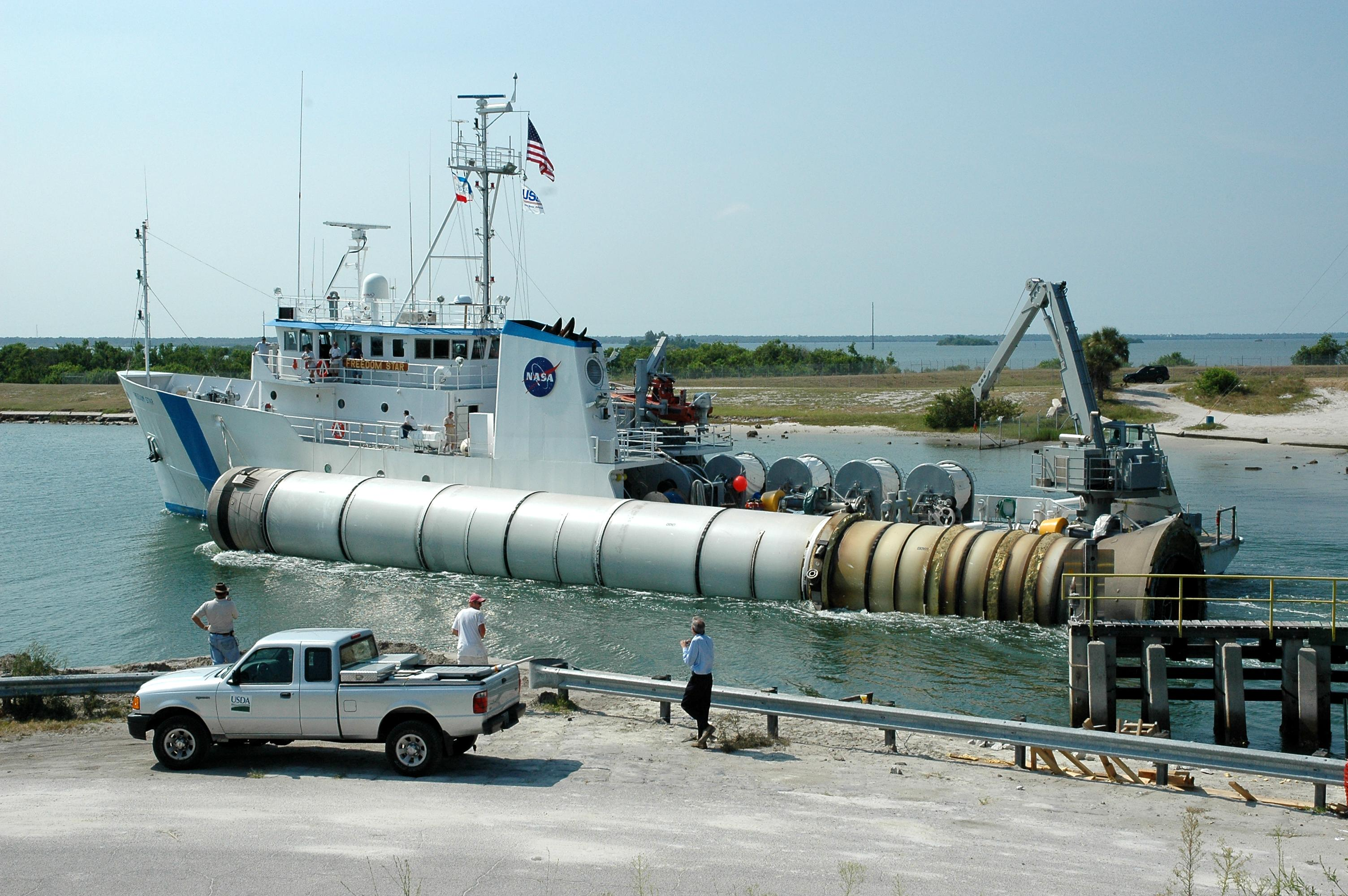
En fastbränsleraket som bärgats ur havet, under återtransporten till Cape Canaveral.

Space Shuttle Solid Rocket Booster (SRB) är det engelska namnet på boosterraketerna av fastbränsletyp som används på den amerikanska rymdfärjan Space Shuttle. Vid varje uppskjutning av rymdfärjan används två SRB-motorer, som är monterade på var sin sida av rymdfärjans externa bränsletank. 

## Användning
Fastbränsleraketerna står för strax under 75 % av den kraft som krävs för att få färjan att lyfta vid start. De separeras med hjälp av sprängbultar från den externa bränsletanken 124 sekunder efter uppskjutning från startplattan. Fastbränsleraketerna är vid denna tidpunkt tomma på krut och har hjälpt rymdfärjan nå en höjd av drygt 45 km. Efter att ha nått en topphöjd om 67 km, ca 75 sekunder efter separationen, börjar raketerna falla ner mot Atlantens yta. Fallskärmar används för att de båda raketerna ska landa kontrollerat i vattnet. Raketerna återhämtas och skickas tillbaka till Kennedy Space Center och sedan tillverkaren Thiokol i Utah där raketerna skrotas eller repareras för nästa uppskjutning. 

## Mått och vikt
- Längd: 45,5 m
- Diameter: 3,71 m
- Tomvikt: 63,2 ton
- Total startvikt: 590 ton
- Dragkraft (havsnivå, start): 12,46 MN

## Bränsleblandning (Kompositkrut)
- Ammoniumperklorat 69,6 % - oxideringsmedel
- Aluminium 16 % - bränsle
- Järnoxid 0,4 % - katalysator
- En polymer 12,04 % - som binder samman blandningen
- Epoxibindningsmedel 1,96 %

## Challengerolyckan
Ett fogfel i en av SRB-motorerna var orsaken till den dödliga Challengerolyckan, där rymdfärjan Challenger förolyckades vid start och samtliga sju astronauter ombord omkom. Det hade förekommit liknande fel på fogarna vid många föregående flygningar.